# Кікі Мусампа
Кікі Мусампа (нід. Kiki Musampa, нар. 20 липня 1977, Кіншаса) — нідерландський футболіст конголезького походження, що грав на позиції півзахисника.
Виступав, зокрема, за «Аякс», «Атлетіко» та «Манчестер Сіті», а також молодіжну збірну Нідерландів.

## Клубна кар'єра

### Ранні роки
Народився 20 липня 1977 року в місті Кіншаса, столиці Заїру. Його батько, Рафаель Мусампа, був одним із засновників демократичної партії в Республіці Конго. На початку 80-х років вся сім'я Мусампи іммігрувала в статусі біженців в Нідерланди.

### «Аякс»
Вихованець футбольної школи клубу «Аякс». В основній команді клубу Мусампа дебютував 12 лютого 1995 року в матчі проти «Феєнорда», вийшовши на заміну замість Патріка Клюйверта на 79-й хвилині матчу, який завершився крупною перемогою «Аякса» з рахунком 4:1. У тому сезоні цей матч так і залишився для Кікі єдиним, а клуб виграв чемпіонат країни і Лігу чемпіонів. Згодом протягом наступного року Мусампа з командою став володарем Суперкубка Нідерландів, а також володарем Суперкубка УЄФА та Міжконтинентального кубка. Тим не менш у «Аяксі» Мусампа так і не став гравцем основного складу, за три сезони Кікі провів у чемпіонаті Нідерландів 42 матчі і забив 6 м'ячів.

### «Бордо»
Влітку 1997 року Мусампа перейшов у французьке «Бордо». Дебют Кікі за «Бордо» відбувся 9 серпня 1997 року в матчі другого туру чемпіонату Франції проти «Ніцци». Мусампа вийшов на заміну замість Рікардіньйо на 65-й хвилині, до цього часу його команда програвала з рахунком 2:1, остаточний рахунок у матчі зафіксував перемогу «Ніцци» з рахунком 4:1. Свій перший м'яч за «Бордо» Мусампа забив 16 серпня 1997 року в матчі проти «Ренна», Кікі забив на 51-й хвилині, а через десять хвилин був замінений на Сільвена Вільтора, завдяки забитому м'ячу Мусампи «Бордо» зміг зіграти внічию 2:2. Всього в чемпіонаті Франції сезону 1997/98 Мусампа зіграв 16 матчів і забив 4 м'ячі, а його клуб за підсумками сезону посів п'яте місце в чемпіонаті.
У сезоні 1998/99 Мусампа також отримував не так багато ігрового часу, відігравши в чемпіонаті 17 матчів і забив 1 м'яч, за підсумками того сезону «Бордо» став чемпіоном Франції.

### Виступи в Іспанії
Провівши два сезони у Франції Кікі відправився в Іспанію і підписав контракт з «Малагою». У «Малазі» Мусампа провів три сезони, забивши за цей час 22 м'ячі в 96 матчах і ставши володарем кубка Інтертото.
2003 року Мусампа підписав п'ятирічний контракт зі столичним «Атлетіко», Кікі повинен був замінити Луїса Гарсію, що пішов в «Барселону». Дебют Мусампи у складі «Атлетіко» відбувся 31 серпня 2003 року в матчі першого туру чемпіонату Іспанії проти «Севільї», Кікі провів на полі 59 хвилин, після яких його замінили на Аріеля Ібагасу, матч завершився перемогою «Севільї» завдяки єдиному забитому м'ячу Жуліо Баптісти на 29-й хвилині матчу. Всього в чемпіонаті Іспанії сезону 2003/04 Мусампа провів 29 матчів і забив 4 м'ячі.
Після восьми проведених матчів у чемпіонаті Іспанії сезону 2004/05 Мусампа в січні 2005 ріка був відданий в оренду англійської «Манчестер Сіті».

### «Манчестер Сіті»
Дебют Мусампи в англійській Прем'єр-Лізі відбувся 2 лютого 2005 року в матчі 25 туру чемпіонату Англії проти «Ньюкасл Юнайтед», Кікі відіграв весь матч, а його команда зіграла внічию 1:1. Свій перший м'яч за «Манчестер Сіті» Мусампа забив 9 квітня 2005 року в матчі 32 туру чемпіонату Англії проти «Ліверпуля», гол Мусампи, забитий на 90-й хвилині матчу, допоміг «городянам» здобути перемогу з рахунком 1:0. В цілому Кікі вдало провів другу частину чемпіонату, відігравши 14 матчів і забивши 3 м'ячі в сезоні 2004/05.
Після завершення сезону керівництво «Манчестер Сіті» хотіла викупити права на футболіста у «Атлетіко», але клуби не змогли домовитися про суму угоди. У червні 2005 року «Сіті» продовжив оренду Мусампи ще на один сезон. Провівши сезон 2005/06 в «Сіті», Кікі повернувся в «Атлетіко Мадрид».

### Завершення кар'єри
В серпні 2006 року в статусі вільного агента Мусампа перейшов у турецький «Трабзонспор», підписавши з клубом контракт на три роки.. В чемпіонаті Туреччини кар'єра Мусампи не склалася, і він був змушений розірвати контракт з клубом.
Потім Кікі проходив перегляд в англійському «Сандерленді», але в остаточному підсумку контракт не був підписаний. У листопаді 2007 року Мусампа повернувся в Нідерланди і став гравцем клубу АЗ з міста Алкмар. Через 10 років Мусампа повернувся в чемпіонат Нідерландів, його дебют за АЗ відбувся 24 листопада 2007 року в матчі проти клубу «Віллем II», Кікі вийшов на заміну на 86-й хвилині замість Себастьяна Поконьйолі, матч завершився перемогою АЗ з рахунком 2:0. Кікі провів за АЗ ще чотири матчі, а потім у січні 2008 року розірвав з клубом контракт.
У лютому 2008 року Мусампа відправився до Канади для проходження перегляду в клубі MLS «Торонто», але в підсумку Кікі в березні 2008 року підписав контракт з південнокорейським клубом «Сеул». За «Сеул» Кікі зіграв три матчі у К-Лізі і чотири в Кубку ліги, а потім, у червні 2008 року, за обопільною згодою Мусампа і клуб «Сеул» розірвали контракт.
У жовтні 2008 року з'являлася інформація, що Мусампа стане гравцем англійського клубу «Рексем»., проте 14 березня 2009 року Мусампа підписав контракт з клубом «Віллем II» з міста Тілбург. Через сім днів, 14 березня, Мусампа дебютував за «Віллем II» в гостьовому матчі проти «Неймегена», Кікі вийшов на заміну на 90-й хвилині замість Ібрагіма Каргбо, матч завершився внічию 0:0. 12 квітня 2009 року Мусампа взяв участь у матчі проти «Аякса», свого першого клубу в кар'єрі. Кікі відіграв весь матч, а його команда зазнала однієї з найбільших поразок у сезоні, футболісти «Аякса» забили сім м'ячів у ворота голкіпера Майкеля Артса. Всього в сезоні 2008/09 Мусампа зіграв шість матчів у чемпіонаті., після чого завершив професійну ігрову кар'єру.

## Виступи за збірні
1995 року залучався до складу молодіжної збірної Нідерландів (до 20 років) і брав участь у молодіжному чемпіонаті світу. На турнірі Кікі зіграв три матчі, а його команда посівши третє місце в групі не змогла вийти чвертьфінал.
З 1997 року Мусампа виступав за збірну до 21 року і 2000 року був учасником молодіжного чемпіонату Європи 2000 року. Всього за молодіжну збірну Мусампа зіграв 25 матчів.
2005 року, завдяки хорошим виступам у «Манчестер Сіті», Кікі був викликаний до лав національної збірної Нідерландів на матчі проти Румунії та Фінляндії, але за збірну так і не дебютував.
Оскільки Мусампа народився у Заїрі (нині — Демократична Республіка Конго), тренер збірної Клод Ле Руа виявляв бажання, щоб півзахисник виступав за збірну ДР Конго. Мусампа погодився виступати за африканську збірну і навіть брав участь в тренувальних зборах «барсів», але ФІФА не дозволила Кікі виступати за збірну ДР Конго. Правила ФІФА передбачають, що гравці з подвійним громадянством, які вже грали за одну або декілька молодіжних збірних певної країни, можуть вибирати другу країну до свого 21-річного ювілею. Оскільки Мусампа з голландською національною збірною до 21 року вже виступав на молодіжному чемпіонаті Європи, він не міг продовжувати свою міжнародну кар'єру в збірній ДР Конго.

## Титули і досягнення
- Чемпіон Нідерландів (2):

«Аякс»: 1994-95, 1995-96
- Володар Суперкубка Нідерландів (1):

«Аякс»: 1995
- Чемпіон Франції (1):

«Бордо»: 1998-99
- Переможець Ліги чемпіонів УЄФА (1):

«Аякс»: 1994-95
- Володар Суперкубка УЄФА (1):

«Аякс»: 1995
- Володар Міжконтинентального кубка (1):

«Аякс»: 1995
- Володар Кубка Інтертото (1):

«Малага»: 2002